# Carnevale di Manfredonia
Il Carnevale di Manfredonia è uno storico carnevale italiano che si svolge nella città garganica di Manfredonia, ed è riconosciuto dalla regione Puglia come "manifestazione di interesse regionale" e Manfredonia è associata alla "Federazione europea delle città del carnevale". Per due volte è stato inserito tra le manifestazioni abbinate alla Lotteria Nazionale.
Nel 2016, il Carnevale di Manfredonia ha ottenuto dal Ministero dei beni e delle attività culturali e del turismo (MiBACT) il riconoscimento di "Carnevale Storico". Nello stesso anno, è stato tra i fondatori dell'Associazione "Carnevalia", con sede a Viareggio, che riunisce i maggiori carnevali storici italiani.

## Storia
Molto probabilmente come ogni carnevale d'Italia, affonda le radici in epoca romana, con riferimento ai Saturnali. La prima manifestazione moderna e istituzionalizzata si ebbe nel 1952.
Dal 1997 è stata organizzata dall'organo comunale "Istituzione del Carnevale dauno", sostituito nel 2014 dall'Agenzia del turismo, organo di promozione territoriale del comune.
Dal 1998 la "Sfilata delle meraviglie" - che vede la partecipazione degli alunni di Scuole dell'Infanzia, Scuole Primarie, Scuole Secondarie Inferiori - ha ottenuto il patrocinio dell'UNICEF. Dal 2012 al 2016, si sono unificate in un unico evento la "Sfilata delle meraviglie" e la Sfilata dei carri allegorici e dei gruppi mascherati. Nel 2016 le sfilate hanno assunto la denominazione di "Gran Parate" e, nel 2017, è tornata come manifestazione ad hoc la "Gran Parata delle Meraviglie"
Dal 2014 il Carnevale è organizzato interamente dall'Agenzia del Turismo.

## Svolgimento
L'apertura ufficiale dei festeggiamenti si ha ogni anno il 17 gennaio, giorno di Sant' Antonio abate (da questo deriva il detto "Sant'Andunje, maschere e sune!"("Sant'Antonio, maschere e suoni"). In questa giornata vengono svelati il nome dell'edizione, il programma ufficiale, gli ospiti.
I festeggiamenti iniziano con l'"Arrivo in città di Zè' Pèppe Carnevale", maschera allegorica del centro sipontino.
Diverse le sfilate in programma: la "Gran Parata delle Meraviglie" (in genere effettuata la domenica precedente al Carnevale); la "Gran Parata dei Carri Allegorici e dei Gruppi mascherati" (in genere effettuata la domenica di Carnevale e il martedì grasso); la "Gran Parata della Golden Night" (sfilata notturna in genere effettuata il sabato della "Pentolaccia").
Nel corso della manifestazione si mangiano alcuni piatti tipici piatti carnevaleschi: la "farrata" (in dialetto "farrét'"), un rustico a base di farro e ricotta, e gli "scagliozzi" (in dialetto "scagghjuzz'"), fettine triangolari di polenta fritta.
La maschera tipica è "Ze Pèppe": rappresenta un allegro contadino che arriva in città per divertirsi, durante il carnevale, ma esagerando nei festeggiamenti e morto di polmonite, viene cremato durante i festeggiamenti del martedì grasso.

## Edizioni
49º - 2002 Manfredonia in maschera
50º - 2003 Nozze d'oro di Ze Pèppe
51º - 2004 Toto, Ze Pèppe e il Carnevale Dauno
52º - 2005 W la vita! 
53º - 2006 Come te non c'è nessuno
54º - 2007 Carnevalelapena Esserci. 
55º - 2008 Manfredonia in maschera
56º - 2009 Lo spazio...per tutti. 
57º - 2010 Ze Pèppe imperador do Brasil
58º - 2011 Ze Pèppe for President
59º - 2012 Ballando con le stelle
60º - 2013 No ZePèppe, No party
61º - 2014 Tema Unico: Turismo Attivo #Sorridi Sei A Manfredonia #Mi sballo di Ballo!
62º - 2015 L'Expo dei Colori
63º - 2016 Così divertente da lasciarti senza parole.
64° - 2017 Manfredonia ti colora.
65° - 2018 Favoloso, Meraviglioso, CARNEVALOSO!
66° - 2019 Roba da matti!
67° - 2020 Carnevale per tutti!
68° - 2022 L'estate di Ze Pèppe 
69° - 2023 Tutt appost! 
70° - 2024 Punto e a capo! 
71° - 2025 Futura! 
Personaggi famosi intervenuti al carnevale di Manfredonia:
Gigi Proietti, Uccio De Santis, Pio e Amedeo, Pinuccio, Simona Ventura, Gabry Ponte, Diletta Leotta, Matt&Bise, Cristiano Malgioglio

## Galleria d'immagini

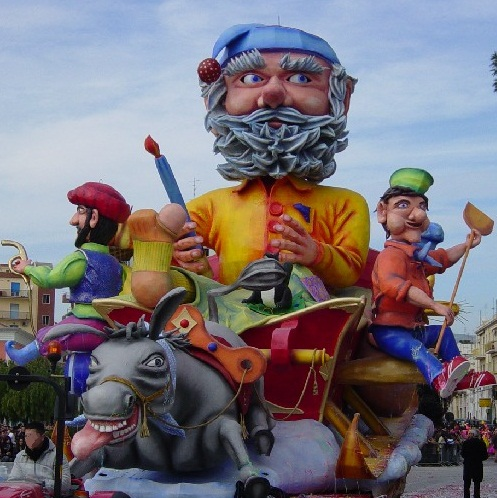
Carro...Vita 1º posto nella sfilata del 2008.
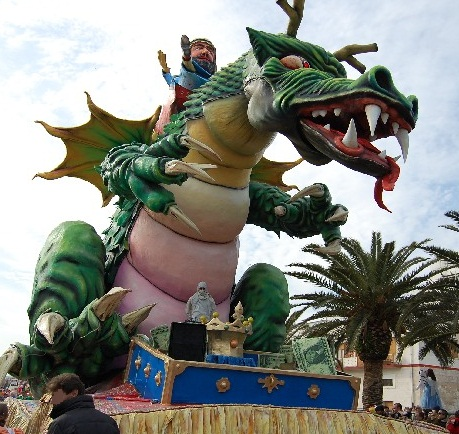
Il Drago Nababbo 1º posto nella sfilata del 2008.
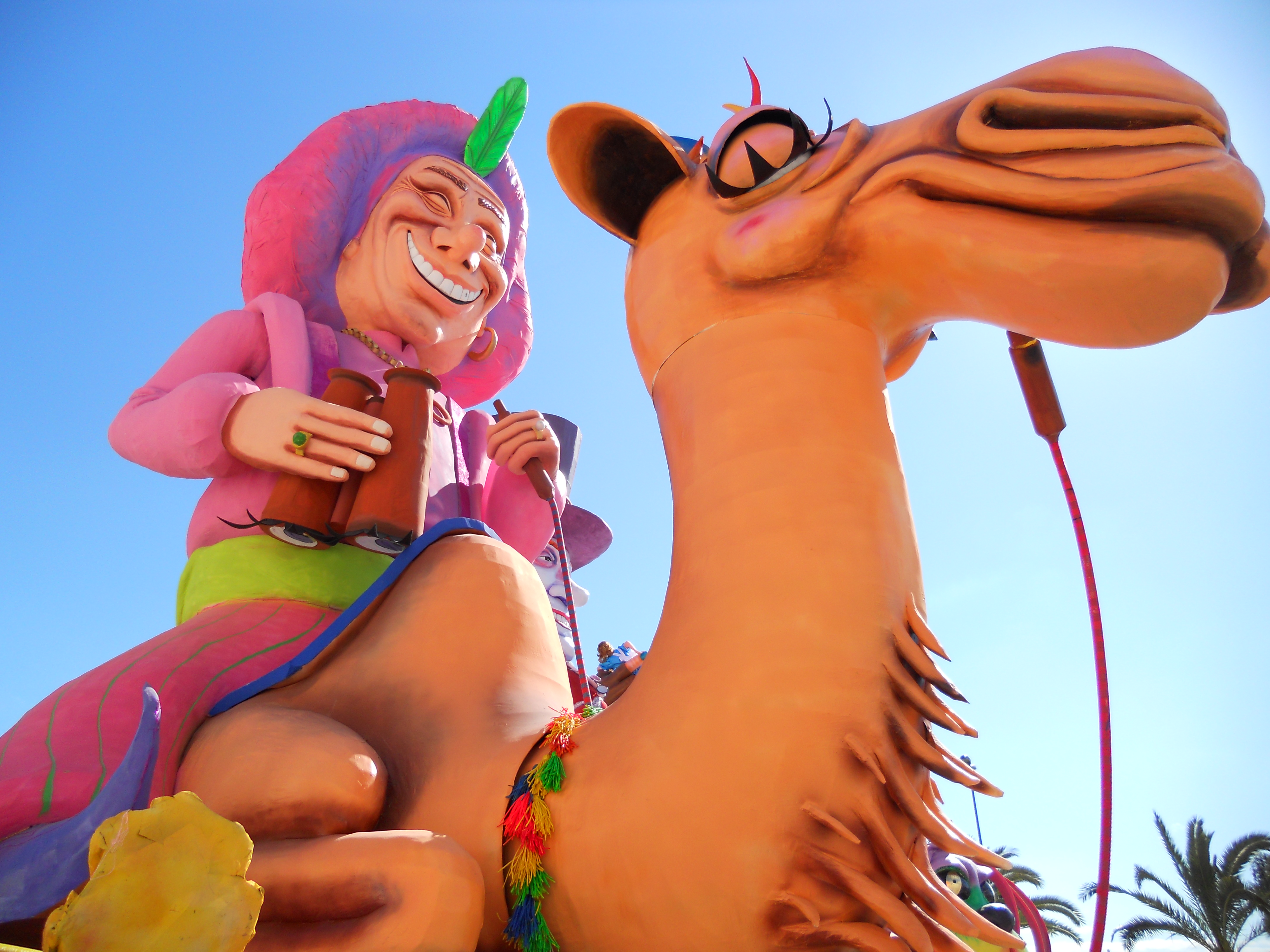
Silvi Babà e i 40 bidoni nella sfilata del 2011.
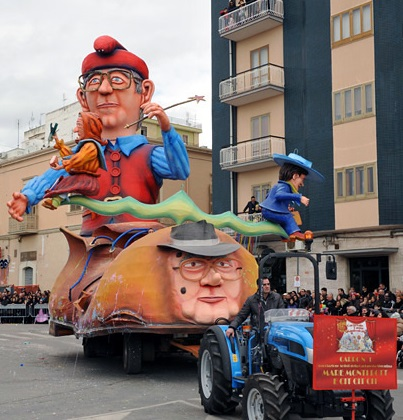
Mari Monti Bott e cit cit cit fuori concorso nella sfilata del 2012.
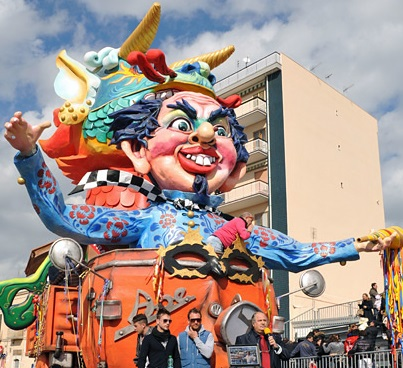
Il Carnevale: Rot...Amiamolo?! fuori concorso nella sfilata del 2012.
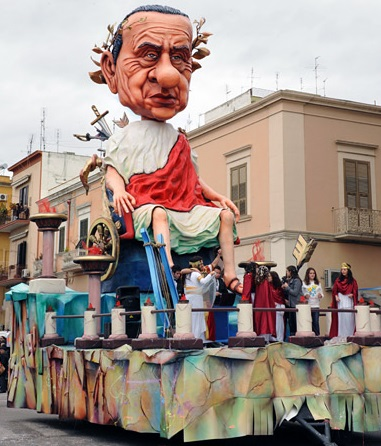
La Speranza è l'ultima a morire fuori concorso nella sfilata del 2012.
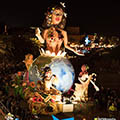
La Gaia Terra Carnevale 2016 Fuori concorso_Carri__Associazione non Solo Arte
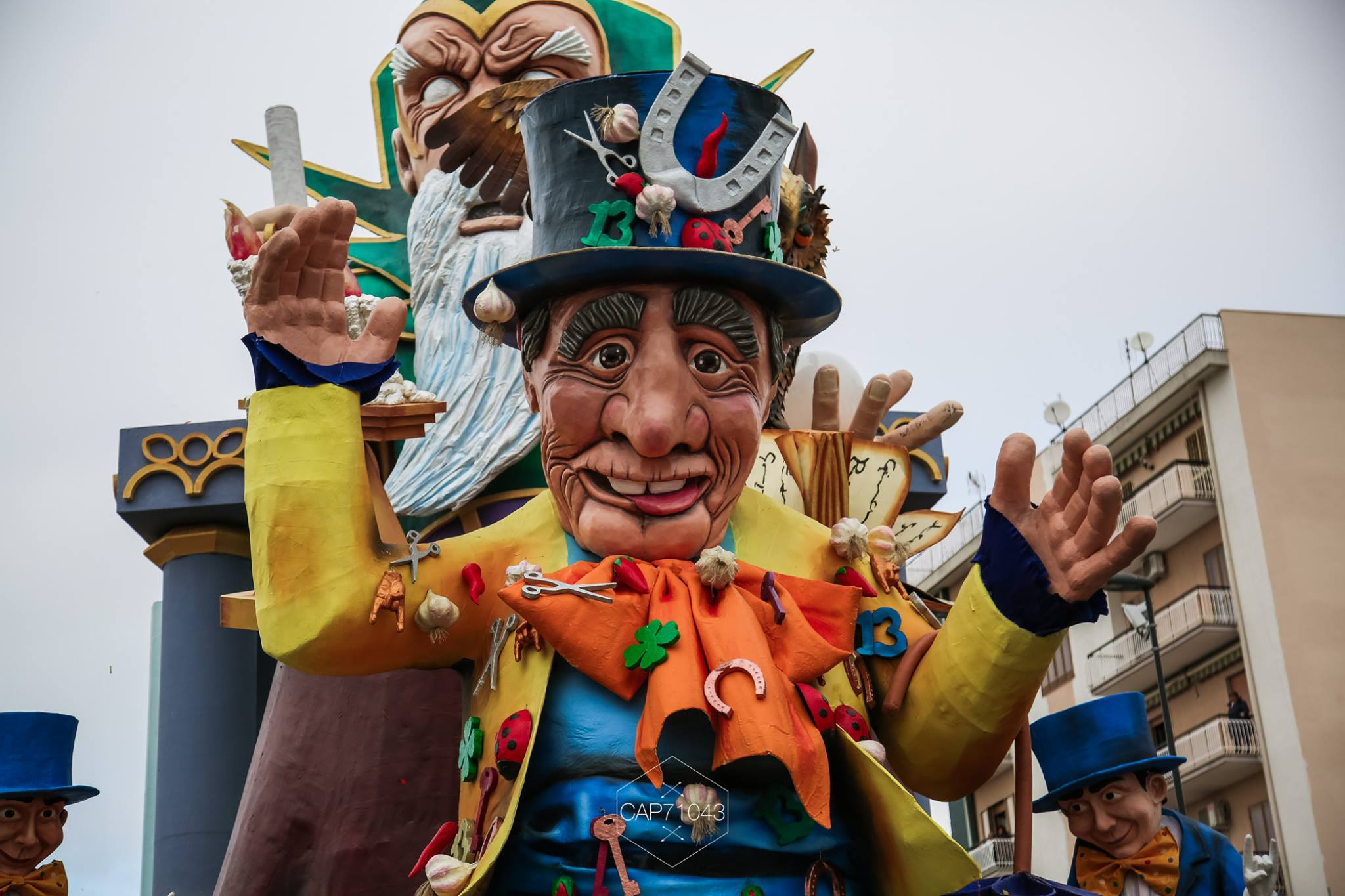
Io non ci credo, ma... Carnevale 2017_Carri_1º classificato_Associazione Non Solo Arte

- La Gaia Terra

Carnevale 2016 Fuori concorso_Carri__Associazione non Solo Arte
- Io non ci credo, ma...

Carnevale 2017_Carri_1º classificato_Associazione Non Solo Arte